# Nachttrein naar Lissabon
Nachttrein naar Lissabon (originele Duitse titel: Nachtzug nach Lissabon) is een roman uit 2004 van Pascal Mercier, pseudoniem van de Zwitserse schrijver en filosoof Peter Bieri. Het boek verhaalt van een leraar klassieke talen die in een plotselinge opwelling zijn oude vertrouwde leven opgeeft en in Lissabon op zoek gaat naar het levensverhaal van de Portugese arts en denker Amadeu de Prado, van wie hij toevalligerwijs een boek in handen heeft gekregen.

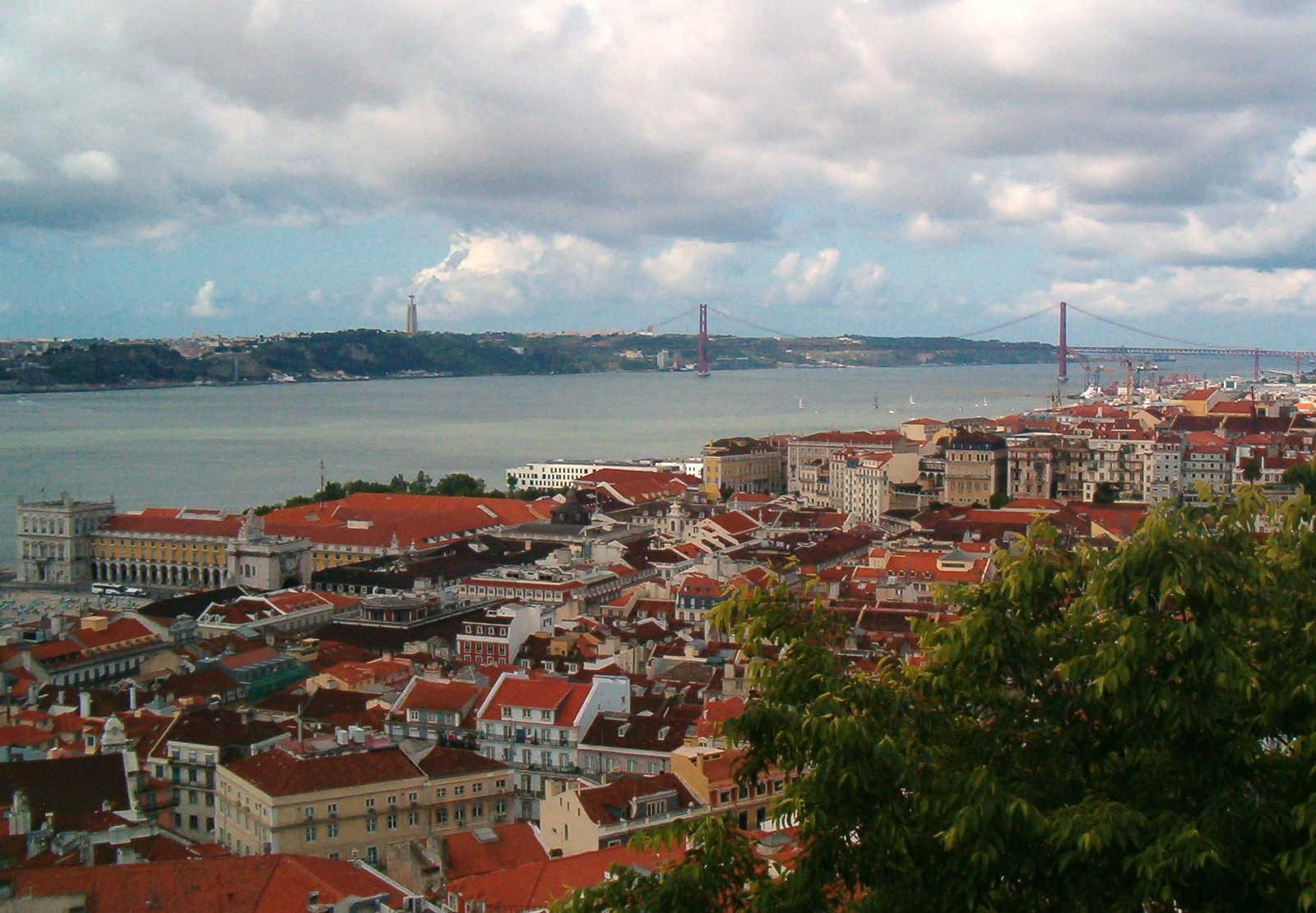
Lissabon en de Taag, centrale plaats van handeling in de roman.

In Duitsland groeide de roman uit tot een bestseller met 2 miljoen verkochte exemplaren anno 2012. De Nederlandse vertaling uit 2006 is van Gerda Meijerink.

## Inhoud en duiding
Raimund Gregorius is een 57-jarige gescheiden docent klassieke talen te Bern. Door een geëmotioneerde ontmoeting met een hem onbekende Portugese vrouw en daarop volgend zijn ontdekking van het boek Um ourives das palavras (Een goudsmid van woorden) van de Portugese arts Amadeu de Prado, raakt hij dermate van slag dat hij van de ene dag op de andere zijn oude leven opgeeft en met de nachttrein afreist naar Lissabon om op zoek te gaan naar het verhaal achter Prado's leven. Daarbij confronteert hij zichzelf en die anderen die hij spreekt direct ook met hun eigen leven.

#### Prado
Prado blijkt al ruim dertig jaar dood, maar diverse personen die hem gekend hebben zijn nog in leven, onder wie twee zussen, zijn beste vriend en zijn geliefde vriendin Estefânia Espinhosa. Via hen reconstrueert Gregorius zijn leven, waarbij hij de verhaallijn steeds combineert met filosofische notities die Prado maakte in zijn boek of in geschriften die zijn familie en vrienden van hem bewaard hebben. Een beslissend moment in het leven van de arts Prado is zijn redding van Rui Luis Mendez, de "slager van Lissabon" en beul van het Salazar-regime. Als arts was hij van mening zo te moeten handelen, maar hij verliest er het respect van zijn patiënten in Lissabon door, waarna hij besluit in het verzet te gaan tegen de Estado Novo. Als hij meent dat zijn medeverzetsstrijders en met name zijn beste vriend George O'Kelly, zich van zijn vriendin Estefânia Espinhosa willen ontdoen omdat ze bang zijn dat zij door zal slaan na de ontdekking van hun verzetcel, brengt hij haar persoonlijk over de grens. Prado is verliefd op haar, maar heeft dat tot op het laatst steeds niet willen bekennen omdat zijn vriend O'Kelly op zijn beurt eveneens verliefd op haar was. Kort na Prado's "reddingsactie" (het blijkt maar de vraag of hij het gevaar waarin ze zou verkeren goed heeft ingeschat) overlijdt Prado aan een aneurysma.

#### Levensspiegeling
Meer nog dan over het leven van Prado is Nachttrein naar Lissabon een verhaal over Gregorius, die zijn eigen leven evalueert door het te spiegelen aan dat van een ander. Daarbij zijn diverse hoofdthema's uit Bieri's filosofische werk herkenbaar, zoals de moeilijkheid om tot zelfkennis te komen, het belang van de ander om jezelf te leren kennen ("je leeft niet alleen" horen we Gregorius herhaaldelijk verzuchten), en het belang van een genuanceerd taalgebruik, zonder clichés, om tot zelfkennis en innerlijke vrijheid te kunnen komen. Hoofdthema is daarmee uiteindelijk de ruimte die een mens heeft om de koers van zijn eigen leven te bepalen.

#### Treinmetafoor
Mercier vergelijkt het leven op diverse plaatsen in de roman met een treinreis: "Ik woon nu in mezelf als in een rijdende trein. Ik ben niet vrijwillig ingestapt, had geen keus en weet niet waar we heen gaan. Op een dag in het verre verleden werd ik wakker in mijn coupé en voelde de trein rijden. Ik kan de spoorbaan en de richting niet veranderen. Ik bepaal niet het tempo. Ik kan de locomotief niet zien en weet ook niet of de machinist te vertrouwen is". De treinmetafoor illustreert Bieri's opvatting over de vrijheid van onze wil. We hebben maar beperkte speelruimte om de koers van ons leven zelf te bepalen. Er is een spoor waarover we in een bepaalde richting rijden. Soms zijn er haltes, wissels en vertragingen, maar de reis ligt in grote lijnen vast. Soms rijst de vraag waarom we eigenlijk op reis zijn, en dan moeten we kijken wat ons tot hier heeft gebracht. Vrijheid in de ogen van Bieri is weten waarom je de dingen doet die je doet, vanuit reflectie en terugblikken. Van daaruit moet je zorgvuldig je eigen reis plannen en je eigen weg kiezen. We kunnen de dingen uit het verleden niet terugdraaien maar we kunnen wel proberen het te begrijpen en opnemen in een verhaal over onszelf. Op die manier kan de toekomst aan het verleden alsnog zin geven.

#### Einde
Nachttrein in Lissabon eindigt als Gregorius na zijn onwerkelijke omzwervingen terugkeert naar Bern en naar het ziekenhuis moet. Wellicht is het zijn laatste halte, zijn eindstation.

## Film en theater
- Nachttrein naar Lissabon werd in 2013 verfilmd door de Deense cineast en Oscar-winnaar (1987) Bille August, met in de hoofdrol, als Gregorius, Jeremy Irons, in 1991 eveneens winnaar van een Oscar.
- De Nederlandse acteur Ursul de Geer bracht Nachttrein naar Lissabon in 2014 op het toneel als een 'literaire solo'.